# マグロ (テレビドラマ)

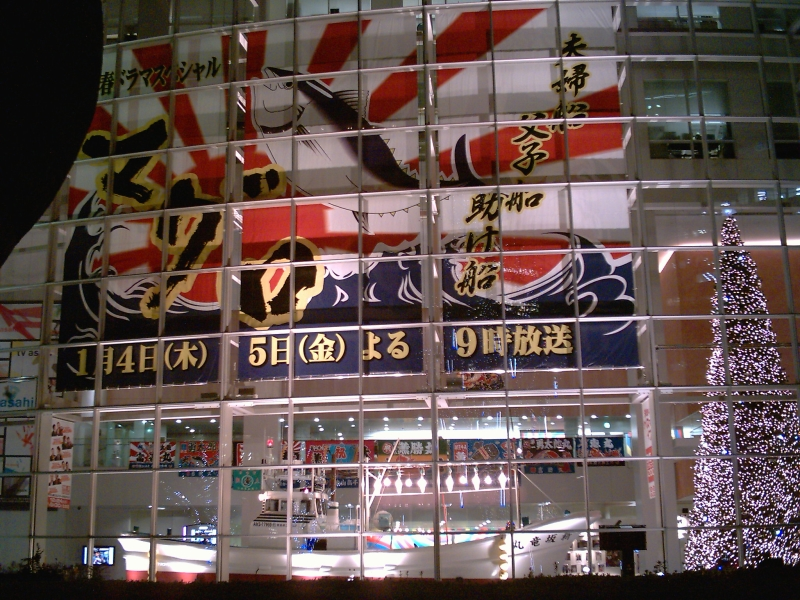
テレビ朝日・六本木ヒルズに撮影で使用された新坂竜丸・マグロ漁船の展示風景

『新春ドラマスペシャル・マグロ』（しんしゅんドラマスペシャル・マグロ）は、テレビ朝日系列で2007年1月4日と5日の21:00 - 23:25（JST）に放送されたテレビドラマで、テレビ朝日と石原プロモーションが共同製作する正月ドラマのスペシャルである。2009年1月5日と6日の14:00 - 16:25（JST）に再放送された。
青森県大間町に実在するマグロ漁師をモデルに、マグロに挑む漁師とその家族のドラマを描いている。

## あらすじ
主人公の漁師・竜男は、魚群探知機など近代設備に一切頼らず経験と勘だけで漁をしてきたマグロ漁師。しかし、そんな彼にも長男の片腕を切断する事故に巻き込んでしまった過去がある。
ある日、竜男の船が遭難した、との連絡が次女・真由のもとに入る。真由から連絡を受けた長女・夏海は急遽仕事を切り上げ母のもとに駆けつける。

## キャスト

### 坂崎家
坂崎 竜男
演 - 渡哲也
一本釣りにこだわる大間のマグロ漁師。仲間からの信頼も篤い。しかし、息子たちにとっては大きな壁となる。長年、過酷な一本釣りに取り組んできた。
坂崎 夏海
演 - 天海祐希
竜男の長女。何もない大間に反発して上京、女性だけのネット関連企業を友人・亜矢子と共同経営している。勝気な性格。
坂崎 洋道
演 - 徳重聡
竜男の長男で夏海の弟。
坂崎 真由
演 - 内田有紀
竜男の次女で夏海・洋道の妹。母と共に食堂を営む。
坂崎 航
演 - 渡邉邦門
竜男の次男で夏海・洋道・真由の弟。
坂崎 康子
演 - 野波麻帆
洋道の妻。妊娠しており後に出産する。
坂崎 操
演 - 松坂慶子
竜男の妻。食堂経営。

### その他
石田組合長
演 - 小林桂樹（特別出演）
竜男の所属する大間漁協の組合長。
川村 吾郎
演 - 高橋克典
竜男の後輩のマグロ漁師で夏海の幼馴染。
福原 元次
演 - 西田敏行
竜男の幼馴染である函館のマグロ漁師。
　  根岸季衣
- 林家正蔵
- 佐戸井けん太
- 大間のスーパーの店員・悠太 - 富川悠太（テレビ朝日アナウンサー）

チョイ役ではあるが、第一部に出演。このときの模様は2006年12月に当時富川が担当していた「スーパーJチャンネル」の関東ローカル「ウワサ検証人」コーナーにて紹介された。
- 渡辺宜嗣（テレビ朝日アナウンサー）

ナレーション。また、ドラマ本編の前に見所などのミニ番組的なものが流され、そのナレーターを務めた。従って、2日とも本編は21:04から始まっている。

### 特別出演（Special Guests）
- 一枝亜矢子（夏海の友人で上記の企業を共同経営している） - 高島礼子
- 海上保安庁・巡視艇船長 - 舘ひろし（前編のみ）
- 児島医師 - 長嶋一茂（同上）
- 弁護士 - 神田正輝（後編のみ）

## スタッフ
- 脚本 - 鎌田敏夫
- 企画 - 早河洋（テレビ朝日）、小林正彦（石原プロモーション）
- 音楽 - 住友紀人
- プロデューサー - 西河喜美子（テレビ朝日）、山崎智広（石原プロモーション）
- チーフプロデューサー - 五十嵐文郎（テレビ朝日）
- 監督 - 石橋冠
- 撮影協力 - 大間漁業協同組合、大間町、大間町商工会、東日本フェリー、全日空
- 映像協力 - 北海道テレビ放送
- 協力 - 海上保安庁、テレビ朝日クリエイト、テレビ朝日マリンプラザ、文化工房
- 制作 - テレビ朝日、石原プロモーション

## 事前及び告知番組
このドラマの放送に先駆けて、下記の日程で放送された。
- 2006年12月26日
  - 同局のニュース番組『報道ステーション』に主演の渡哲也が出演し、メインキャスターの古舘伊知郎と、ドラマの見所などトークを展開した。また番組内では、日本のマグロの漁獲枠削減に伴った特集も組まれた。
- 2006年12月27日 13:20 - 14:16の枠で放送
  - 撮影の裏事情、出演者のインタビュー、石原軍団による炊き出しの模様などが放送された。
- 2007年1月5日 10:30 - 11:25の枠で放送
  - 前編のおさらい、後編の予告が放送された。

## その他
- 総制作費に破格の10億円を投じ[1]、局側は2日間の合計視聴率45%（やしきたかじんは、「50%だろう」と予想）を目指した[1]が、前編は13.5%、翌日の後編は16.4%と、目標には及ばなかった。
- 青森県大間が舞台であるが、大間町内とされる映像も含め、その多くが海を越えた函館市（北海道）で撮影されていた。
- このドラマで徳重聡が高橋克典と共演したことがきっかけとなり、高橋主演のドラマ『特命係長 只野仁』3rdシーズン24話（2007年1月26日放送）に徳重がゲスト出演することになった。
- 2006年12月29日にTBS系列のみのもんたの朝ズバッ!8時またぎ年末SP『2006年今年またぎ』の特別番組内にて8:30 以降「今年またぎ」として俳優の渡哲也がゲスト出演した時、司会進行のみのもんたが気を利かせて番組終了直前に「今日、ゲスト出演している渡哲也さんが主演したスペシャルドラマ【マグロ】が年明けに放映されます」と他局にもかかわらず告知してスタジオ内の多くの番組スタッフの笑いを誘っていた。告知された渡哲也は苦笑しながら「みのちゃん、他局の事だから言わないで」と述べた。

### CMについて
放送前にはたびたび告知用のスポットCMが放送された。長さは数秒で、渡哲也ひとりが後ろ姿から画面方向に振り向いて登場し、「マグロ、○○」と一言だけ口にするもの（○○部分は「ご期待ください」「撮影快調」、などパターンが数種類ある）。
この告知CMのインパクトから、モノマネのネタなどに使用されることが多かった。
- 『水曜どうでしょう』（北海道テレビ）2006年新作「ヨーロッパ20ヵ国完全制覇完結編」の前後枠にて大泉洋がスポットCMベースのモノマネを行っている。
- 中山秀征メイン司会の『おもいッきりDON!1155』（日本テレビ）の終盤に「マグロ」というコーナーがあった（コーナーの内容・出演者はいずれもドラマとは一切無関係）。なお渡は2009年9月24日に同番組に出演。
- 『週刊少年ジャンプ』2007年13号の『魔人探偵脳噛ネウロ』にて、「マグロ 二夜連続」、煽り文で「マグロ!!ご期待ください!?」という表現がされた。
- テレビアニメ『とある科学の超電磁砲』BD/DVD5巻予約特典映像「もっとまるっと超電磁砲II」にて、「マグロ 二夜連続」という台詞が登場した。
- 2006年10月5日放送のラジオ『ナインティナインのオールナイトニッポン』にて岡村隆史がモノマネも交えつつ5分以上に渡って取り上げるとともに、「あれは渡哲也さんしかできない」と賛辞を送った。
- 2018年9月3日放送のテレビ東京『欅って、書けない?』では、渡辺梨加（欅坂46、現・櫻坂46）のほくろにまつわるエピソードに絡んで、MCの澤部佑（ハライチ）が梨加にCMでの渡の口調で「ほぐろ！二夜連続」などと言わせるシーンがあった[2]。
- 2018年11月18日放送のテレビ東京『ひらがな推し』にて、オードリーの若林が「大間のマグロできる？」とネタを振り、それに対して春日が「マグロ！二夜連続！」と返すシーンがある。
- 2020年3月24日放送の『家事ヤロウ!!!』3時間SPの事前告知CMで、カズレーザー(メイプル超合金)・バカリズム・中丸雄一(KAT-TUN)の3人が効果音に合わせて振り向き渡の口調で「家事ヤロウ！3時間」というものが流れた。
- 2020年放送の特撮ドラマ『ウルトラマンZ』第14話「四次元狂騒曲」にて、イナバ・コジロー（橋爪淳）が漁師姿でマグロを持ちながら「マグロ、ご賞味ください」と発するシーンが挿入されている。尚前週話での同話予告編の最後も、同一スタイルでマグロを尻尾から下げ持ちするコジローの「マグロ、ご期待下さい。」の台詞で締め括られている。
- 2020年放送のアニメ『BanG Dream! ガルパ☆ピコ 〜大盛り〜』第20話「マグロ」にて、登場キャラクター5名それぞれが漁師姿で「マグロ」と発するアイキャッチが挿入された。